# Gergithus niger
Gergithus niger är en insektsart som först beskrevs av Walker 1857.  Gergithus niger ingår i släktet Gergithus och familjen sköldstritar. Inga underarter finns listade i Catalogue of Life.